# Parc de l'estuaire

Le parc de l'estuaire est un site naturel protégé situé à Saint-Georges-de-Didonne, au sud de l'agglomération royannaise, dans le département de la Charente-Maritime. 
Aménagé sur une falaise dominant l'estuaire de la Gironde, environné par la forêt de Suzac et le site protégé de la pointe de Suzac, il est un des quatorze pôles-nature de Charente-Maritime. 

## Histoire

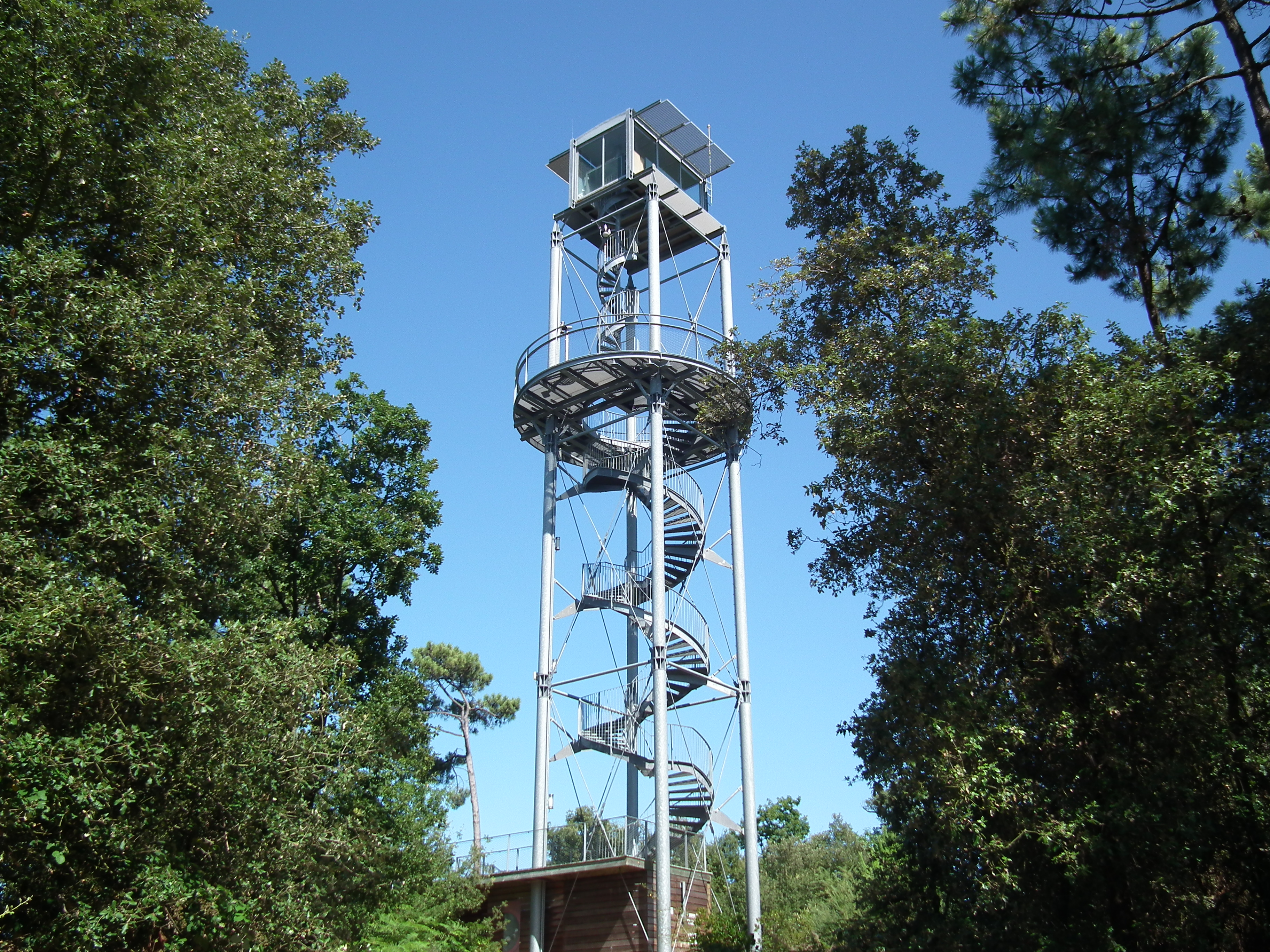
La tour d'observation du parc permet de mieux appréhender l'univers estuarien.

L'histoire du parc débute en 1999 lorsque le conseil général de la Charente-Maritime et plusieurs collectivités locales interviennent afin de transformer une ancienne propriété privée en un espace protégé destiné à sensibiliser les visiteurs à l'environnement. 
Après plusieurs années d'aménagements, le parc ouvre ses portes au mois de juillet 2005, devenant le quatorzième pôle-nature du département de la Charente-Maritime. La mise en valeur de ce site s'inscrit dans une démarche plus large visant au développement durable de l'estuaire, en partenariat avec le conseil général de la Gironde.

## Présentation
Le parc a été aménagé sur la falaise de Suzac, à l'extrémité méridionale de la grande plage de Saint-Georges-de-Didonne. Ce site mêle grandes falaises calcaires, discrètes « conches » (plages) de sable fin et surfaces boisées de type méditerranéen (pins maritimes, arbousiers, cistes à feuilles de sauge, chênes verts...). 
Le parc de l'estuaire a pour vocation d'aider à la compréhension des fragiles écosystèmes estuariens ainsi que de faciliter la découverte des métiers qui sont associés à cet espace naturel unique. Une signalétique adaptée permet de s'informer sur le plus grand estuaire sauvage d'Europe (large à cet endroit de près de six kilomètres), sur la formation des falaises de la côte de Beauté et plus généralement sur les paysages de bords d'estuaire. La visite du parc se prolonge par le sentier des douaniers et le site de la pointe de Suzac, siège d'une forteresse allemande durant la Seconde Guerre mondiale (vestiges de blockhaus).

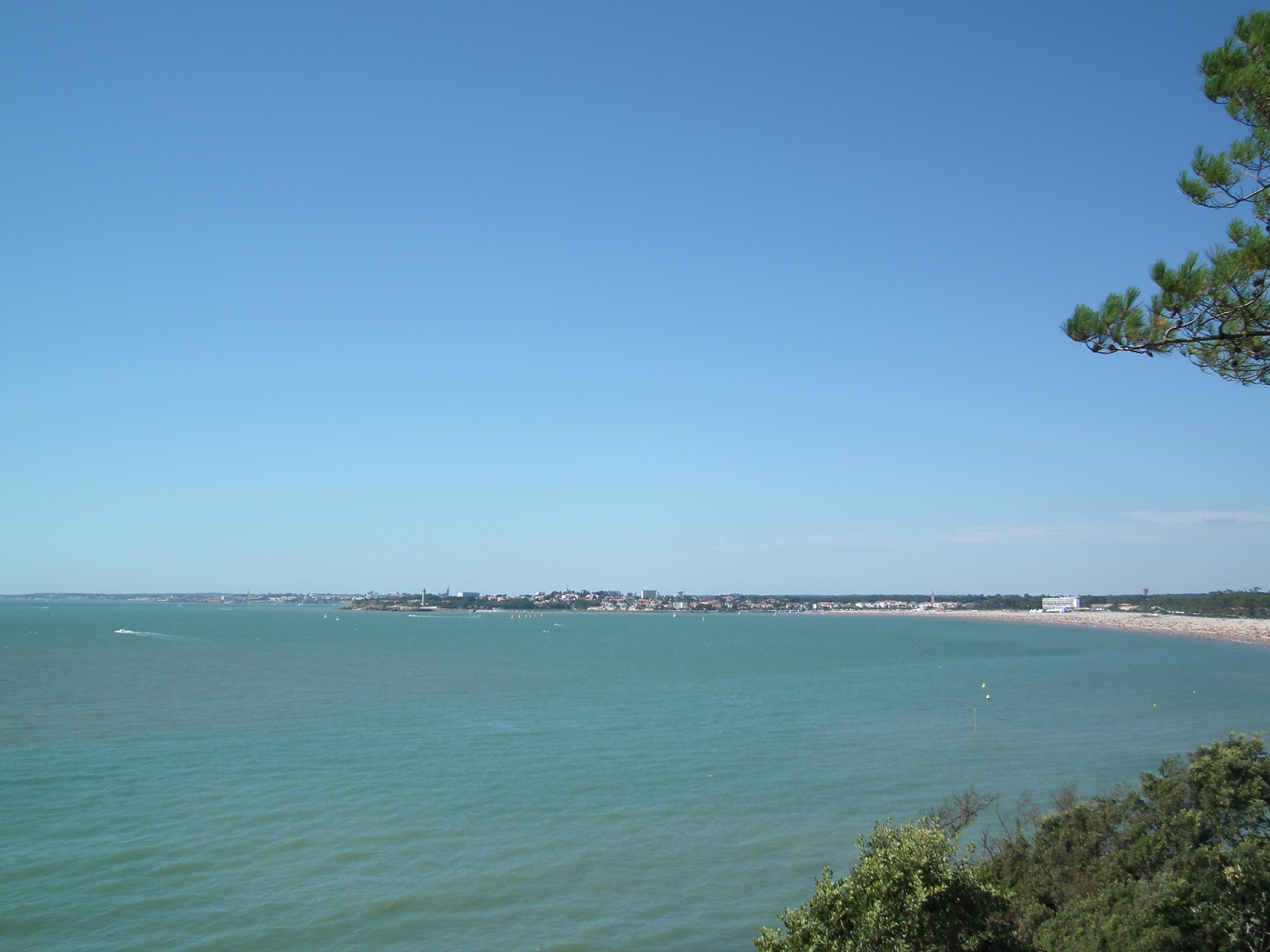
L'embouchure de la Gironde et la côte de Beauté depuis la terrasse de la villa de l'estuaire.

Le cœur du parc est la villa de l'estuaire, une ancienne résidence reconvertie en salle d'exposition. Une salle des machines reconstituée, équipée de panneaux explicatifs et de bornes interactives, permettent de sensibiliser toutes les tranches d'âges aux grands enjeux du futur, à savoir préservation et développement durable de cet univers unique. La villa de l'estuaire abrite également un salon de thé et une boutique de souvenirs. De la terrasse qui précède le bâtiment, les visiteurs peuvent jouir d'un point de vue sur l'embouchure de l'estuaire, les côtes médoquines, l'agglomération royannaise et les côtes de la presqu'île d'Arvert. Des panneaux permettent de se repérer dans le paysage, et donnent également des indications d'ordre géologique, faunistique et floristique.
Le parc proprement dit s'étend sur une surface de 3,5 hectares, constitués essentiellement de pinède (forêt de Suzac) et d'une végétation à caractère méditerranéen. Une tour de guet a été construite afin de prévenir d'éventuels incendies de forêt. Ouverte au public, elle est accessible uniquement en présence d'un guide. De la plate-forme sommitale, située à près de soixante mètres, une vue à 360° permet une observation optimale de la région royannaise.